# Os Frutos da Terra (romance)
Os Frutos da Terra (título original em norueguês: Markens Grøde) é um romance publicado em 1917 pelo escritor norueguês Knut Hamsun, pelo qual ele ganhou o Prêmio Nobel de Literatura em 1920. Entre a literatura da época, o livro pertence à categoria de “obras críticas à civilização, inclinadas a um ponto de vista retrógrado e utópico; que glorificam, por assim dizer, o poder da natureza e a força da vida”. Por longos trechos, a linguagem do narrador tem praticamente a mesma simplicidade dos discursos diretos dos protagonistas – fato que proporciona ao romance um efeito autêntico no geral.

## Circunstâncias da origem
O romance foi escrito sob o contexto da Primeira Guerra Mundial. Nesse período, a necessidade fez com que houvesse uma tendência geral para o desenvolvimento da auto-suficiência. O projeto pessoal de Hamsun de cultivar as próprias terras em Hamarøy também teve uma influência importante na criação da obra. O autor escreveu a obra na Vila Havgløtt em Larvik, logo após abandonar esse projeto. Thorkild Hansen aponta que, na novela, Hamsun também tratou sobre seu próprio conflito entre suas duas profissões – a de escritor e a de fazendeiro. Ele cita o que Hamsun disse na ocasião em que assumiu a fazenda em Hamarøy: “todas as coisas boas com as quais tenho vivido durante anos me deixaram acomodado. Devo voltar a estudar para ser um fazendeiro”.

## Conteúdo
O romance é situado ao longo de várias décadas; de 1870 a 1900, aproximadamente. Pode-se tomar como referência a introdução da unidade monetária krone (ou coroa) durante o decorrer da trama – fato histórico que ocorreu em 1875. Nas terras ermas do norte da Noruega, longe de outras pessoas, o camponês rude Isak estabelece moradia. Nada é dito sobre a origem do homem. Ele constrói uma cabana de turfa, corta árvores e troca suas cascas por alimentos no vilarejo local durante o inverno. No entanto, ele procura em vão por uma esposa que viva com ele em sua área remota.
Na primavera seguinte, Inger chega até ele. Ela passou por dificuldades na juventude devido a seu lábio leporino, mas começa a viver junto com Isak. A partir do trabalho físico árduo envolvendo agricultura e pecuária, o casal conquista uma prosperidade modesta que inclui casa de madeira, cavalo e trenó. Em intervalos anuais, Inger dá à luz os dois filhos de Isak – Eleseus e Sivert. Ela recebe visitas regulares de sua parente distante Oline e do lapão Os-Anders. Em uma visita de Os-Anders durante a terceira gravidez de Inger, ele a presenteia com uma lebre morta mandada em nome de Oline. A supersticiosa Inger entende esse presente como um mau presságio. Além disso, Inger recebe de Os-Anders a informação de que Isak não é dono da terra cultivada e que precisa comprá-la oficialmente.
O lensmann (espécie de chefe de polícia dos distritos rurais da Noruega) Geissler, na companhia de seu assistente Brede Olsen como agrimensor, visita Isak e registra as terras sob o nome “Sellanrå”. Geissler perde seu posto algum tempo depois devido a irregularidades financeiras e foge para evitar a perseguição legal – não sem antes aconselhar Isak a adquirir as terras adjacentes, pois já há outras partes interessadas em fazer isso.
Inger dá à luz seu terceiro filho sem contar com a presença de Isak, como ela havia feito desde sempre. A criança é uma menina que possui o temido lábio leporino, e Inger a mata imediatamente após o nascimento quando constata esse defeito físico. Enquanto enterra a criança, Inger é avistada por Oline – que trata de contar a Isak e, posteriormente, divulgar o assunto para os habitantes dos arredores do vilarejo. Após um longo julgamento, Inger é condenada a oito anos de prisão. Ela é levada de navio para um reformatório em Trondheim, onde tem seu quarto filho. Inger aprende uma profissão durante o período de detenção, enquanto Isak permanece cultivando suas terras.
Brede Olsen (o antigo assistente de Geissler), junto com sua filha Barbro, torna-se o novo vizinho de Isak. Quando uma linha telegráfica é instalada através das montanhas, Brede Olsen assume o posto de inspetor.
O antigo lensmann Geissler retorna alguns anos depois. Em sua primeira visita às terras de Isak, Geissler havia observado os filhos de Isak brincando com pedras que continham metal – que agora se revelavam ser de cobre. Geissler compra de Isak as terras onde as pedras foram encontradas por 200 talers e promete uma partilha de 10 por cento do lucro que obtivesse. Ele constrói uma fundição de cobre ali e dá auxílio a Aksel Strøm, jovem que estabelece uma fazenda perto da de Isak.
Após a liberação delas do reformatório, Isak busca sua esposa Inger e a filha Leopoldina no cais de desembarque de navios a vapor. Desde então, a área em que Isak tinha sua fazenda se desenvolveu: há seis novas propriedades na vizinhança. Os filhos de Isak e Inger, Eleseus e Sivert, cresceram. Aksel Strøm, um dos vizinhos de Isak, está interessado em Barbro, a filha de Brede Olsen. No baile de sábado, eles se aproximam e ela vem a morar com ele por fim.
Quando as minas de cobre não angariam mais lucro suficiente, os trabalhadores de Geissler ficam desempregados. Geissler vende suas terras e Isak recebe sua parte no valor de 4000 talers. Aksel assume a linha telegráfica que Brede Olsen perde. Barbro fica grávida de Aksel sem estar oficialmente casada com ele, e secretamente dá à luz na água uma criança morta. Oline testemunha o ato de novo e espalha rumores sobre o suposto infanticídio pelo vilarejo. No entanto, Barbro é absolvida no tribunal. Ela volta a viver com Aksel. Sivert apaixona-se por Jensine, a nova empregada de Sellanrå.
Assim como em todos os romances situados em terras nórdicas de Hamsun, a vida prática no campo é colocada em contraste com a vida desinteressante nas cidades – que é retratada como improdutiva. O mercador Aronson, Brede, e Eleseus (o próprio filho de Isak) fracassam em suas experiências agrícolas nas terras do norte. Inger é tentada diversas vezes a sucumbir às influências da vida urbana. Antes de Isak e Inger atingirem a velhice na narrativa, o velho Geissler aparece mais uma vez e profere uma espécie de monólogo final no qual ele exalta a agricultura que é praticada por Isak e o filho Sivert, declarando que ela é a única coisa indispensável na Terra.

## Impacto
No discurso de premiação feito por Harald Hjärne em 10 de dezembro de 1920, o comitê do Prêmio Nobel descreveu a obra como “clássica” em termos de ser “significativa” de um modo que “ainda será válida em tempos futuros”, “a reflexão de uma existência que caracteriza a trajetória e o desenvolvimento de qualquer sociedade em que as pessoas vivam e construam”. É um “canto ao trabalho de um herói” que tira seu sustento do desmatamento, do cultivo dos campos e da luta agrícola na “selva rebelde”. Apesar do comitê enfatizar que a forma de descrição tipicamente norueguesa dos elementos naturais como “brutais e indomáveis” contrasta com a concepção sueca de uma “natureza exuberante e abundante”, ele admite o conteúdo abrangente e “geralmente humano” da obra de Hamsun com base na recepção dela a nível mundial por “pessoas das mais diversas línguas, naturezas e costumes”.
No contexto da língua alemã, segundo a enciclopédia literária de Walther Killy, o romance fascinou uma geração de escritores que “procuraram confrontar o comportamento decadente da modernidade a partir de uma insistência conservadora nos valores naturais”. De acordo com o julgamento de Thomas Mann, Arnold Schönberg, Albert Einstein, Maxim Gorki, Gerhart Hauptmann e André Gide, Hamsun foi “um dos maiores poetas épicos do século XX”. Em adição, a obra também foi entusiasmadamente indicada pelo Movimento Völkisch e especialmente pelo nazismo (com base na ideologia do sangue e solo) por retratar um “campesinato saudável”. Em 1943, foi publicada uma chamada “Edição do comércio livreiro do front para as Forças Armadas” da obra (edições 216 – 220 Tsd., produzidas no Nasjonal Samlings Rikstrykkeri em Oslo), na qual estava escrito: “produzida por ordem da OKW pelo Grupo de Propaganda das Forças Armadas, no Comando das Forças Armadas da Noruega”. Pauline Klaiber-Gottschau ainda está listada como tradutora. De acordo com o Decreto de Escrita Normativa de 1941, o livro foi impresso em uma fonte clássica denominada antiqua.
Em 1997, Walter Baumgartner notou uma interpretação acentuadamente distinta da obra pelos estudiosos literários modernos:
“Estudiosos recentes da obra de Hamsun, no entanto, leem Os Frutos da Terra diferentemente do comitê do Prêmio Nobel e de Rosenberg. O modernista e irônico Hamsun, apesar de abordar um assunto perigoso – talvez a despeito das “melhores” intenções de escrever um livro edificante nessa vez – também não nega a si mesmo no texto. Seu narrador fictício notoriamente não solidário mina constantemente a mensagem contra-histórica aparentemente edificante que parecia tão sedutora na época. Os colonos de Sellanrå reproduzem as condições desumanas do mundo cuja antítese eles queriam realizar; as condições sob as quais seu novo começo deveria ter acontecido, mesmo se não fossem irrealistas desde o início, desmoronaram no final do romance –ainda que Isak mais uma vez tenha passeado por seu campo com a cabeça descoberta, como um semeador arcaico, na última página. Não se pode negar que a aura do personagem é delicadamente ferida pela aparência animalesca e peluda que Hamsun – não somente nesse momento do livro – lhe confere. Os Frutos da Terra não é uma representação do mundo antes da Queda do Homem, embora o título do romance pareça sugerir isso. (...)”
Baumgartner, após uma análise das razões dadas pelo comitê para a concessão do Prêmio Nobel, declarou: “Hamsun devia o Prêmio Nobel a um grotesco equívoco na avaliação das qualidades edificantes de Os Frutos da Terra e à esperança de seu maior desenvolvimento literário e ético”.
No entanto, de acordo com Tore Hamsun (filho de Knut Hamsun), o autor quis expressar no romance “seus mais profundos e íntimos sentimentos pela humanidade e pela Terra” e pregar “um último evangelho” para sua geração. Geissler fala com a própria voz de Hamsun. Tore também referiu-se à “seriedade fervorosa” com a qual Hamsun falou contra o infanticídio no romance.
O romance Gente Independente (título original: Sjálfstætt Fólk), do escritor islandês Halldór Laxness, apresenta um conceito alternativo para Os Frutos da Terra. Laxness tinha a opinião de que “as conclusões de Knut Hamsun em Os Frutos da Terra são geralmente errôneas”.

## Cinema e teatro
- Em 1921, o diretor dinamarquês Gunnar Sommerfeldt produziu o filme mudo Markens Grøde na Noruega.[8] A trilha sonora foi composta por Leif Halvorsen;[9]
- Em 2007, o dramaturgo alemão Sebastian Hartmann encenou uma adaptação teatral de Os Frutos da Terra no Teatro Nacional de Oslo.[10]